# Biserica Intrarea Maicii Domnului în Biserică din Sighișoara
Biserica Intrarea Maicii Domnului în Biserică din Sighișoara este un monument istoric aflat pe teritoriul municipiului Sighișoara. În Repertoriul Arheologic Național, monumentul apare cu codul 114523.86.
Biserica a fost construită în contextul edictelor iozefine de toleranță religioasă.

## Galerie

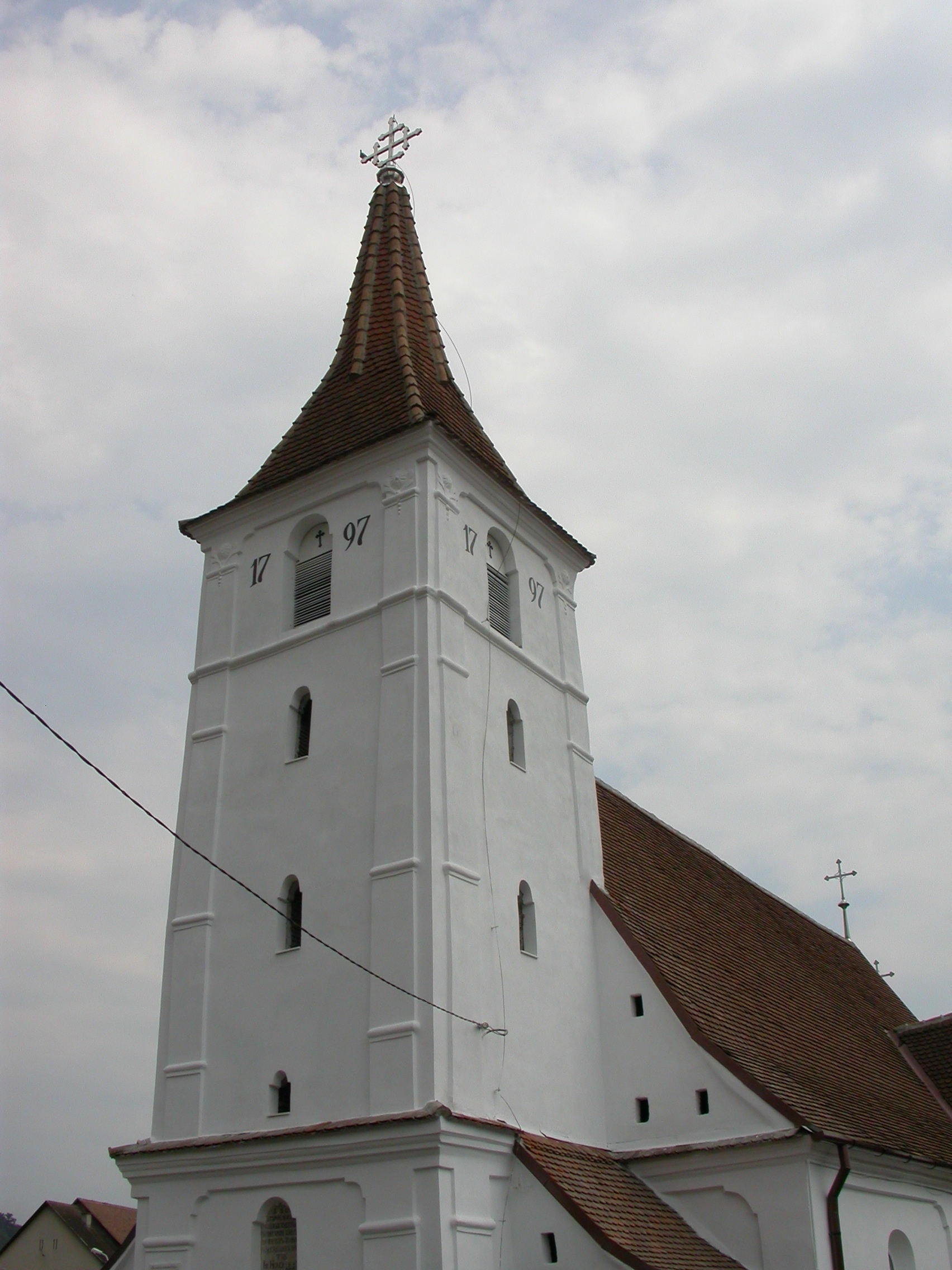
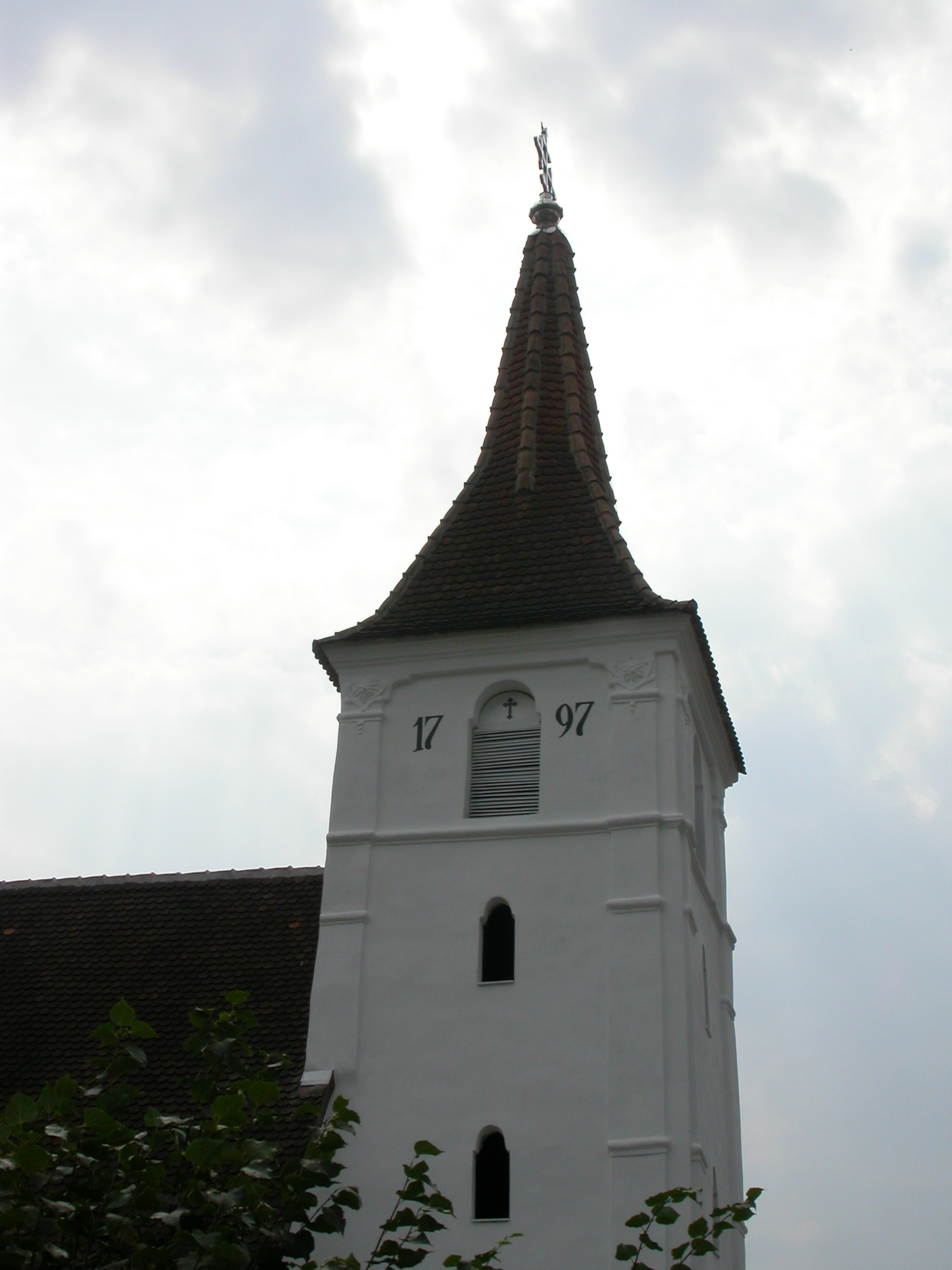
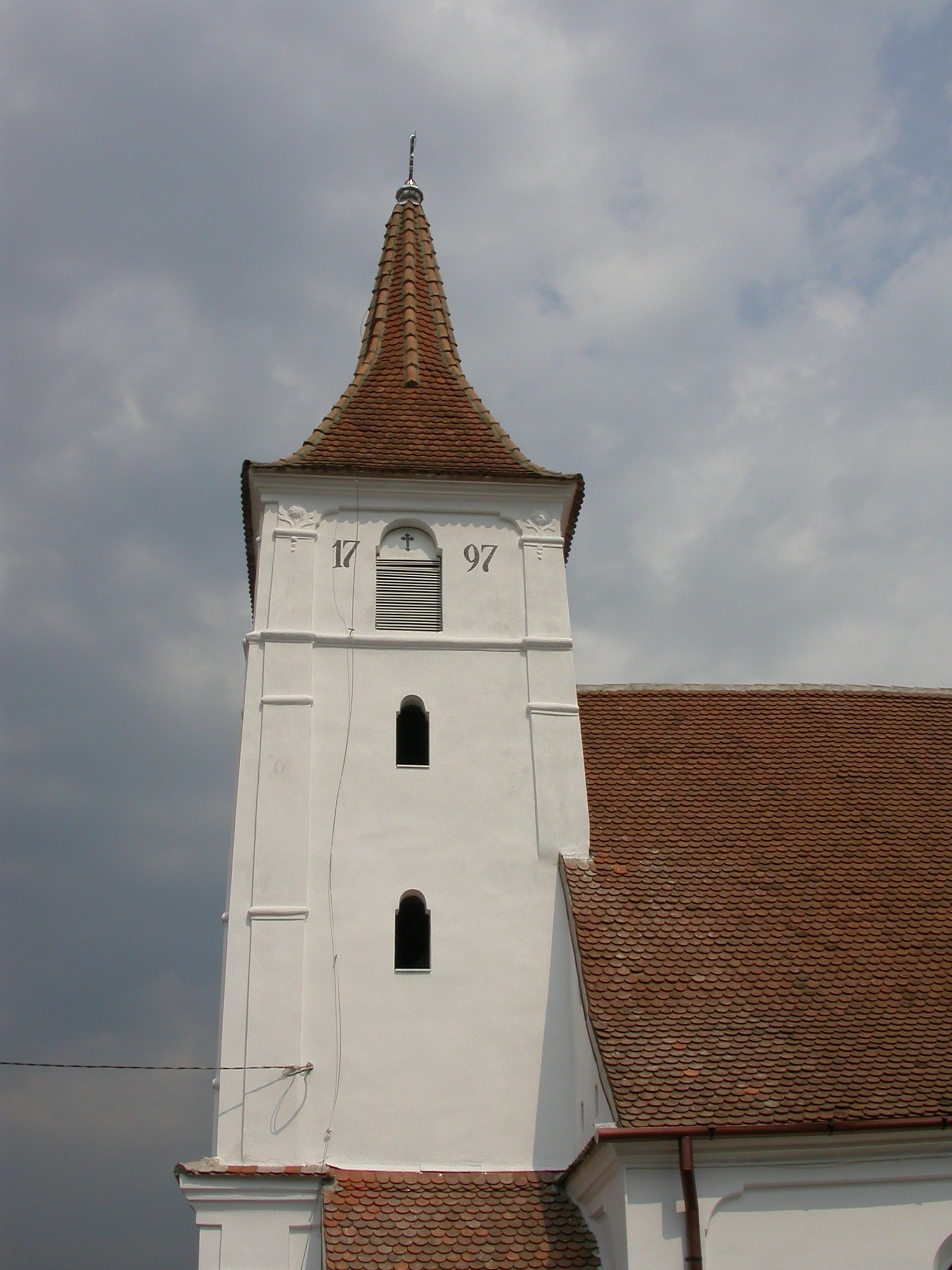
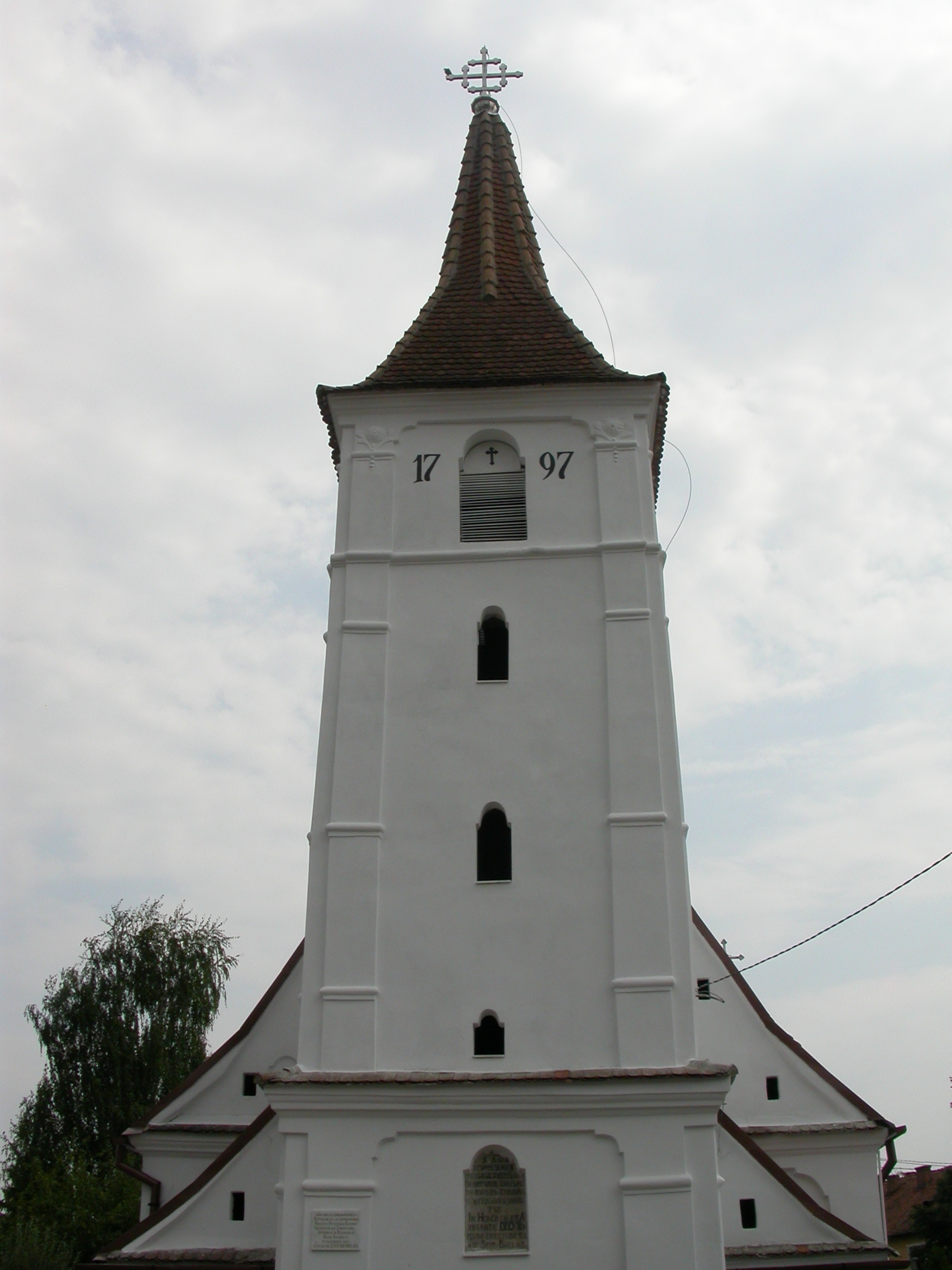